# Fissenkenkopf
Der Fissenkenkopf ist ein 527 m ü. NHN hoher Berg im Harz. Er liegt nahe Sieber im gemeindefreien Gebiet Harz des niedersächsischen Landkreises Göttingen.

## Geographische Lage
Der Fissenkenkopf erhebt sich im Naturpark Harz. Sein Gipfel liegt 1,7 km südsüdwestlich der Dorfkirche von Sieber, einem Ortsteil von Herzberg am Harz. Der Berg stellt die westliche Verlängerung des Adlersberges (593,2 m) und des Kloppstert (555 m) dar.
Auf dem Berg liegen Teile des Landschaftsschutzgebietes Harz (Landkreis Göttingen) (CDDA-Nr. 321403; 2000 ausgewiesen; 300,112 km² groß).

## Naturräumliche Zuordnung
Der Fissenkenkopf gehört in der naturräumlichen Haupteinheitengruppe Harz (Nr. 38), in der Haupteinheit Oberharz (380) und in der Untereinheit Südlicher Oberharz (380.8) zum Naturraum Sieberbergland (380.82).

## Quelle
- Topographische Karte Bad Lauterberg, Nr. 4328, M = 1:25.000 (TK25), ISBN 9783894354237